# アメリカ先住民
アメリカ先住民、アメリカインディアン、インディアン、インディオ
- アメリカ州の先住民族：アメリカ州の先住民族全般（エスキモー・アレウトを含む）→本記事で扱う。
- インディアン：アメリカ州の先住民族のうち、エスキモー・アレウトを除く諸民族の総称。狭義には北米の先住民。→#インディアン
  - アメリカ合衆国のインディアンについてはネイティブ・アメリカンに詳しい。
  - カナダのインディアンについてはファースト・ネーションも参照。
- インディオ：中南米の先住民の総称。→#インディオ

アメリカ先住民（アメリカせんじゅうみん、Indigenous peoples of the Americas）は、ヴァイキングやクリストファー・コロンブスによるアメリカ本土への到達以前からアメリカ州（南北アメリカ大陸とその周辺）に住んでいる先住民族の総称。エスキモー・アレウト人を除き、インディアン、アメリカインディアン、インディオなどとも呼ばれてきた。

## 概要
「アメリカ先住民」には、「インディアンとインディオ」と「エスキモー・アレウト人（エスキモーとアレウト）」がいる。
アメリカ合衆国やチリが領有する、アメリカ州に属さない太平洋の島々には「アウストロネシア人（ポリネシア人・チャモロ人・トンガ人・ミクロネシア人など）」がいるが、少なくともアメリカ合衆国国勢調査では、彼らはアメリカ先住民（Native Americans）に含まれない。ハワイ先住民はかなりの人口がアメリカ合衆国本土に居住するが、彼らも同様である。
なかでもエスキモーやアレウト族、太平洋諸島民を除くアメリカ州本土の民族を、インディアンまたはインディオと呼ぶ。日本語では、「インディアン」は北米本土の先住民、「インディオ」は中南米の先住民をさすことが多い。
ただし、現在では、「インディアン」、「インディオ」という呼称は用いられなくなってきており、特に前者は差別用語と一般に認識されている。そのため、アメリカ合衆国では「ネイティブ・アメリカン」、カナダでは「ファーストネーション」、中南米では「インディヘナ」などの呼称が一般的である。また、エスキモーも、近年はカナダで「イヌイット」、グリーンランドで「カラーリット」と呼ばれている。（後述）
現代では白人種や黒人種、アジア人種等との混血が進んでいる。
インディアンやエスキモー、アレウトの場合、アメリカ連邦政府が「インディアン部族」、「エスキモー部族」、「アレウト」として認める部族のみが、アメリカ内務省の指定保留（reserve）した保留地（Reservation）を領有している。内務省が条約関係を打ち切り「絶滅部族」として認定しない部族は、保留地を持てず、各州に散って暮らしている。カナダ連邦におけるインディアン、イヌイットも同様である。

## 分類

### エスキモー、アレウト
エスキモー・アレウト語族を話す諸民族。インディアンとは起源（アメリカへの移住時期）が異なると考えられる。新モンゴロイドに属す。

### インディアン、インディオ
インディアン（英: Indian）は、アメリカ先住民のうち、エスキモー・アレウト人を除く諸民族の総称。スペイン語・ポルトガル語ではインディオ（西: indio）。日本語では、メキシコ以北の諸民族をインディアン、ラテンアメリカの諸民族をインディオと呼び分けることが多い。
「インディアン」（英語）と「インディオ」（スペイン語・ポルトガル語）ともに、本来はインド人を指す言葉である。「インディアン」、「インディオ」がこのように二義的な意味を持つのは、クリストファー・コロンブスがアメリカ大陸に到着したときに、その地をインド（当時は東アジア全体を指した）と誤解したことに由来する。スペイン人が先住民をインディオス（インド人の意）と呼んだことから、そのまま英語のインディアンに引継がれ、以降アメリカ先住民（の大半）をインディアンと呼ぶようになった。

#### インディアン（北米）
英語のインディアンは直訳するとインド人の意味であり、歴史的な文脈や広義では、旧イギリス領インド全域や東南アジアの住民を含むこともあることから、本来のインド人をイースト・インディアン 、アメリカ先住民をアメリカン・インディアン と区分して呼称する場合がある。
おもに平原部族が正装の際に顔や上半身を赤く塗装したことから、また、赤褐色の肌色を持つことからレッド・マン という呼称もあり、彼ら自身も使用しているが、コロンブスがタイノ族を同じ理由でこう呼んだことによる。公民権運動やブラック・パワー運動の影響でインディアン達もレッド・パワー運動を展開した1960年代以降、侮蔑的な呼称として問題化されることがあり、イギリスでもレッド・インディアン と呼ぶことがあるが、この語は差別的とみなされることが多い。
また「インジャン」という呼び方 は現代アメリカにおいては「ニガー」などと同様の差別的な蔑称であり、ほか、「アンクル・トマホーク」、「トント」などは、現在では同じく「白人におもねるインディアン」の代名詞となっている。
イギリスの作家アガサ・クリスティによる小説「Ten Little Niggers」はイギリス国内ではこのまま出版されたが、アメリカ版ではNiggerが不適切として「And Then There Were None」に修正され、作中に登場するNigger IslandもIndian Islandに変えられたが、こちらも差別的として変更された。
人類学・言語学では、アメリンド と呼ぶこともある。ただしこの語は厳密には、アメリカ先住民のうち、起源が異なるという説があるナ・デネ（ナヴァホなど）やイヌイットを除いたグループに対する呼称である。
他に以下の呼称があるが、これらの中には定義が不明確なものも多い。
- ファースト・ネーションズ[原 7]
- ファースト・ピープルズ[原 8]
- インディジェナス・ピープルズ・オブ・アメリカ[原 9]
- アボリジナル・ピープルズ[原 10]
- アボリジナル・アメリカンズ[原 11]
- アメリンディアンズ[原 12]
- ネイティブ・アメリカンズ[原 13]
- ネイティブ・カナディアンズ[原 14]

なお、アメリカ合衆国のインディアンについてはネイティブ・アメリカンの記事に詳しく、またカナダのインディアンについてはファースト・ネーションの記事に詳しい。

#### インディオ（中南米）

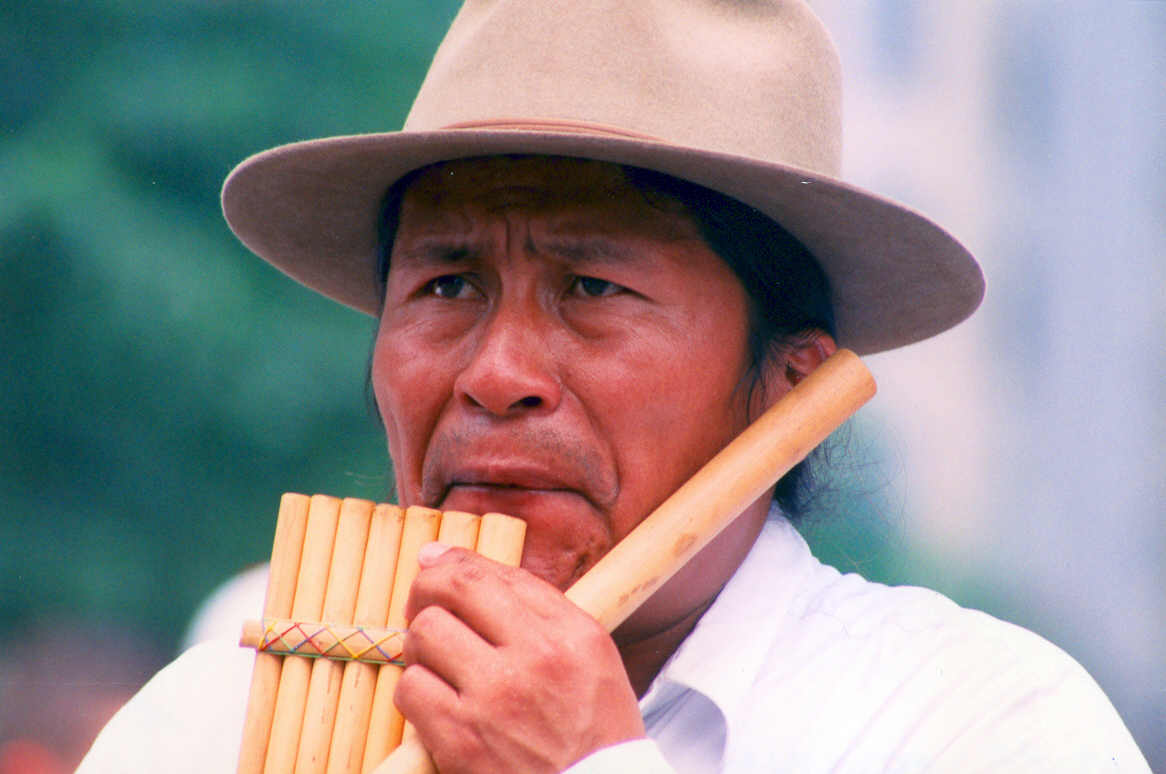
笛を吹くインディオ系民族の男性

スペイン語indio・ポルトガル語índio（ブラジルではインジオ、あるいはインヂオと発音する）は、アメリカ州の先住民族のうちエスキモーやアレウト族などを除いた民族を総称する（英語のインディアンと同義である）ことが多いが、日本語では北米と中南米の先住民族を区別して後者のみをインディオと呼ぶことが多い。
インド人と区別するためにスペイン語ではアメリンディオ(amerindio)と呼ぶこともあるが、逆にインド人をインドゥ (hindú)と呼ぶことで区別することが多い。
先住民と白人との混血をメスティーソ(mestizo)、ラディーノ(ladino)などという。ボリビア、ペルーなどでは、先住民として位置づけられる者を含めてチョロとも呼ばれる。先住民（インディオ）と黒人との混血をサンボと呼ぶ。なお、サンボという呼称と差別についての話題がちびくろサンボにあるので、そちらも参照されたい。

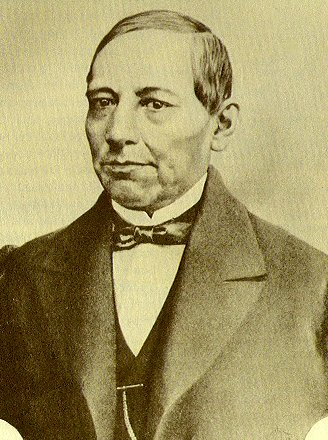
インディオ出身のメキシコ大統領ベニート・フアレス

人種的に純粋なインディオであっても、都市部の住民を中心にインディオ的な文化を喪失し、白人やメスティーソに文化的に同化した人はインディオと呼べないのではないかという議論がある。そのような人はインディオと称されることを忌避し、メスティーソなどと自己規定することが多い。しかし日常会話では、厳密にはメスティーソであるがインディオの人種的特徴を強く持つ人もまとめてインディオと呼ばれるのが一般的である。一方で、逆に人種的には混血であっても、先住民としてのアイデンティティを持ち、農村部を中心に先住民系の言語を日常的に用い、伝統的な文化を守る人々も決して少なくない（チョロ又はチョリータを参照）。
 

## 近年の呼称

### イヌイット、カラーリット
「エスキモー」という言葉は、アラスカエスキモーと居住域が隣接していた亜極北のアルゴンキン系インディアンの言葉で「かんじきの網を編む」という意味である。これが、東カナダに住むクリー族の言葉で「生肉を食べる者」を意味する語と誤って解釈されたことから、「エスキモー」という呼称はある時期においてしばしば侮蔑的に使用された。これには、生肉を食べる行為を野蛮であるとみなす人々の偏見が背景にある。
カナダでは1970年代ごろから「エスキモー」を差別用語と位置付け、彼ら自身の言葉で「人々」を意味する「イヌイット」が代わりに使用されている。現在では「イヌイット」という呼称は、本来「人々」を意味する言葉ではなかったとされている。先住民運動の高まりの中で、これまで他者から「エスキモー」と呼ばれてきた集団が自らを指す呼称が必要となり、「イヌイット」という言葉を採用したためである。
なお、グリーンランドでは「カラーリット」と呼ばれる。

### ファーストネーション
カナダでは、イヌイットとメティ（先住民とヨーロッパ人両方の血を引く人々とその子孫）を除く先住民の総称としてファースト・ネーションズという呼称が一般的である。ハイダ族、クリー等個々の部族を指すときは部族名の後に「ファースト・ネーション」をつける（例：ハイダ・ファースト・ネーション）ことも多い。また、現在ではネイティブ・カナディアン という呼称が使われることは少ない。

### ネイティブ・アメリカン
近年アメリカ合衆国では「インディアン」という呼称自体が差別的であるとして、また間違った命名の歴史を反映としているとして使わなくなってきている。アメリカ合衆国ではMLB球団のクリーブランド・インディアンスがこれを理由に、2022年からクリーブランド・ガーディアンズに改称した。
現在、アメリカ合衆国では、先住民は「ネイティブ・アメリカン」と呼ばれることが多い。この単語は、アメリカ合衆国内務省インディアン管理局(BIA)の意向を受けて「インド人」を祖先に持つ「インド系アメリカ人」と区別するために、人類学者が作った造語である。1960年代にBIAが、そのサービス対象グループに対して使用を始めた。
ネイティブ・アメリカンはアメリカ合衆国内の先住民全般、つまり「インディアン」、「サモア人」、「ミクロネシア人」、「アレウト」、「ハワイ人」、「エスキモー」全てを含む場合がある。当初はインディアンとアラスカ先住民（アラスカ・インディアン、エスキモー、アレウト）を指しており、のちに連邦の枠組みに入るハワイ先住民と太平洋諸島民などを含むようになった。
一方、歴史的呼称としての「インディアン」に誇りをもつインディアン達の中には、これをあくまで自称とし、またその名称を替えること自体が差別的であるとするものもいる。インディアン運動家たちには『アメリカ・インディアン』を主張するものもある。（→ネイティブアメリカンの呼称論争）
「アメリカン・ヘリテージ英語辞典第4版」には、「『ネイティブ・アメリカン』の承認は、『インディアン』の消滅をもたらさなかった。一度『ブラック』が好まれるようになると、あっという間に『ニグロ』が嫌われたのとは異なり、『インディアン』はアメリカ人の大多数で、決して嫌われることはなかった。」との記述も見られる。
チェロキー族の作家であるクリスティーナ・ベリーは「アメリカ・インディアン」も「ネイティブ・アメリカン」も、両方とも、様々なインディアンの民族の違いをぼかすので使用を避け、各部族名を使うべきであると主張している。

### インディヘナ、ナティーボ、プレイスパニコなど

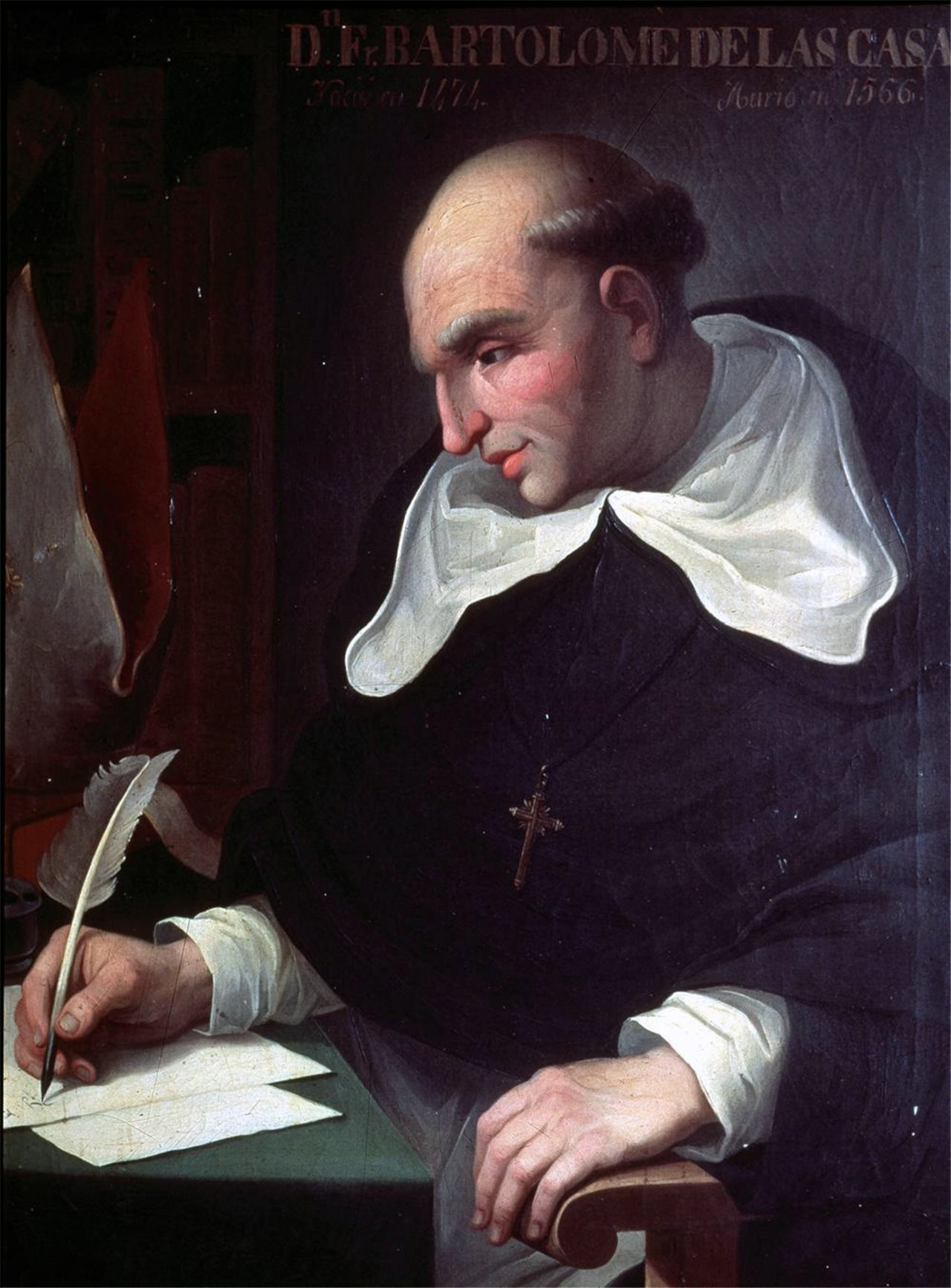
『インディオの使徒』バルトロメ・デ・ラス・カサス

インディオという言葉に侮蔑的な響きがあることから、ラテンアメリカでは、現在は先住民のことをナティーボ (nativo，旧来の住人の意)やプレイスパニコ (prehispánico, スペイン以前の意)、インディヘナ(indígena,土着の人)などということが多くなってきている。また、カンペシーノ (campesino, 都市に住んでいない人)やアンテセデンテス (antecedentes, 先祖)という表現をすることもある（いずれもスペイン語。ポルトガル語では、例えばナティーヴなど）。
1920年代頃よりホセ・カルロス・マリアテギ等を中心にインディヘニスモ（先住民の復権）が唱えられるにつれ、先住民という意味の「インディヘナ (Indígena)」（ポルトガル語ではインディジェナ）という呼び方も普及していった。
既に述べたように、インディオという言葉には侮蔑的な響きがあり、差別用語であるともされる。ホセ・デ・サン＝マルティン将軍がペルーを解放した時は、先住民をインディオと呼ぶことをやめるべきだと述べ、一世紀半後にフアン・ベラスコ・アルバラード将軍の革命政権はこの考えを実践して公的な文書の中でインディオと呼称することをやめ、カンペシーノ（農民）と呼称することを定めた。現在、多くの国では一般的には先住民を表す時にはインディヘナの名称が使われる。しかし、当のインディオの側から自分達の歴史をインディヘナという言葉によって消し去られるのは屈辱だという声も聞かれ、言い換えを拒否する動きもある。

### 初期アメリカ人
学術の分野では、近年「初期アメリカ人」という呼称が使われることがある。

## 人類学的特徴
アメリカ先住民は人種的にはモンゴロイドに属すとされるが、新モンゴロイドのエスキモーを除き、赤みがかった黄褐色の肌を持つなどユーラシアのモンゴロイドとは異なる点もあることから、「アメリンド人種」とされる場合もある。エスキモーを除くアラスカ、カナダ、アメリカ合衆国北部の部族は肌の色が赤黒く鼻筋が通り高く盛り上がっておりワシ鼻である人が多い。
アメリカ先住民はモンゴロイドの一亜型であるエスキモー(エスキモー人種)とモンゴロイド的特徴が希薄なインディアン(アメリンド人種)に大きく二つに分け、インディアンの分類はヴァロワにならい北・南アメリカの西半分に住む短頭型のニ群『北太平洋インディアン又はアリューシャン人種又はコロンビア人種(ナ・デネ系民族)』、『南太平洋インディアンはソノーラ人種、プエブロ・アンデス人種、地峡人種に細分される』と東側に住む中頭型のニ群『北大西洋インディアンインディアン又平原人種又はダコタ人種ともいい西部劇でおなじみの赤色インディアンはこの人種に属する。アレゲニー山脈より東に住む人々をアパラチア人種と呼ぶことがある。』、『南大西洋インディアン又はアマゾン人種(グアラニー族等)』とその他のニ群『古層インディアン又はラゴア・サンタ人種(ヤーガン族等)』、『パンパ・インディアン又はパタゴニア人種(テウェルチェ族等)』に分類出来る。
遺伝的には東ユーラシアの諸民族に最も近い。Y染色体ハプログループはほとんどをQ系統が占める。ミトコンドリアDNAハプログループはA、B、C、D、Xが見られる。

## 起源と歴史
一般に、アメリカ州への先住民族の移住は1．アメリンド、2．ナ・デネ、3．エスキモー・アレウトの3波が存在したと考えられている。
1. インディアン/インディオの祖先は、約2万5000年前にシベリアに進出したモンゴロイドである。当時は最終氷期の最盛期で、現在のベーリング海は陸地のベーリンジアになっており、ユーラシア大陸からアラスカに歩いて移民できた。ベーリング海峡が海に戻った1万4000年前より前に、彼らはアラスカまで進出したはずだが、考古学的証拠は乏しく正確な時期は特定できない。約1万5000年前、古モンゴロイドはカナダを超えアメリカ合衆国本土へ渡り、クローヴィス文化の担い手のパレオインディアンとなった。彼らがインディアン/インディオの直接の祖先であり、1000年で南米南端まで広がった。近年では最初期のアメリカ先住民（アメリンド）はアメリカ西海岸を氷床を避けて南下していったとする見方が有力である。ただし論争はあるものの、クローヴィス以前の可能性がある遺跡がいくつか見つかっており、パレオインディアン以前の住民がいた可能性もある。インディアン/インディオの遺伝的多様性はクローヴィスより古い起源を示唆しており、彼らがインディアン/インディオの祖先の一部となった可能性もある。
2. ナデネ語族を話すディネはアメリカ大陸における移住拡散の第2波と考えられる。ハプログループQに加え、ハプログループC2 (Y染色体)を中頻度に保有する[15][18][19]。
3. エスキモー・アレウトは、おそらく比較的最近にシベリアからアラスカに進出し、グリーンランドまで拡散した。寒冷な気候に適応して進化した新モンゴロイドである。
4. また、紀元前にヨーロッパから北米に移住があったとする見方もあり[20]、遺伝子からも、欧州に多いY染色体-R、mtDNA-Xが北米東部でかなりの頻度で観察される[15][18][21][22][23]ことから、有史以前のある時期にヨーロッパからの直接移住が存在した可能性がうかがえる。
5. 加えて南米原産のサツマイモがコロンブス以前のポリネシアから発見されていることから、ポリネシア人が南アメリカ大陸から持ち込んだと考えられ、南アメリカ大陸と交流があったと思われるが、ポリネシア人がアメリカ先住民の遺伝子プールに与えた影響などは不明である。

なお、インディアンの神話伝説では「亀の島」（アメリカ大陸のこと）が水の中から隆起した時に、その中心から現れた人類の祖先こそインディアンであると伝えている。
大航海時代以降は、ヨーロッパ人との混血、アフリカ黒人との混血が進んだ部族も多い。純血の民族はメキシコ、グアテマラ、エクアドル、ペルー、ボリビアなどに多く存在する。しかしブラジルやアルゼンチン、ウルグアイなどのスペイン人と激烈な戦いを繰り広げた地域では、純血な先住民はスペインによる侵略により、大幅に数を減らしている。アメリカ大陸にいた先住民はヨーロッパ人の持ち込んだ伝染病、奴隷制度、レイプ、戦争による殺戮によって、1491年に西半球には約1億4500万人の人々が住んでいたが、1691年には、アメリカ先住民の人口は90-95％、約1億3千万人も減少したとされる。
アメリカ合衆国においては白人入植者によってインディアン戦争に代表される北米植民地戦争がおこなわれた。この戦争は白人、主にキリスト教徒によって行われた大量虐殺、民族浄化、強制移住であった。これらの戦争の影響により、インディアンは今日でも貧困やアルコール依存症などの問題に苦しみ続けている。また、インディアンはブラックヒルズなど白人に奪われた土地の返還を求めて闘い続けているが、アメリカ合衆国政府や政府を支持する人々は土地を返還するつもりはない。

## 一覧

### アメリカ合衆国とカナダ
アメリカ合衆国およびカナダの在来の民族を、アメリカ合衆国の領有する太平洋諸島の民族を除いて、共有される文化的特性を備えた10の地理的な地方に分類するのが一般の民族史学者の見解であったが、現在は太平洋諸島民を含む11の地理的分類が通例となっている。

#### 北極のエスキモー、イヌイット、アレウト

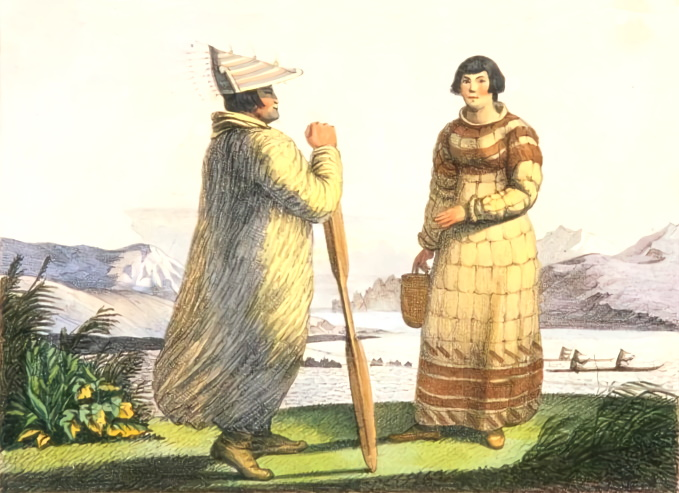
伝統衣装をまとったアレウトの肖像

- アレウト族 en:Aleut -　アラスカ伝統衣装をまとったアレウトの肖像
- カナダ・エスキモー
  - イヌイット en:Inuit
  - イヌヴィアルイト en:Inuvialuit
- アラスカ・エスキモー
  - イヌピアット en:Inupiat - アラスカのエスキモー。「イヌイット」とは呼ばない。
  - ユピク en:Yupik - アラスカのエスキモー。「イヌイット」とは呼ばない。

#### 亜北極のインディアン
- アトナ Ahtna, Ahtena, Nabesna
- アティカメク Atikamekw, Attikamekw、Attikamek、Attimewk, Atikamek
- バビーン en:Babine
- ベアレイク Bearlake
- キャリアー（ダケル） Carrier（英語名）, Dakelh, Dakelhne（複数形）
- チペワイアン Chipewyan
- チルコーティン Chilcotin
- クリー Cree
- インガリック en:Deg Hit’an (Deg Xinag, Deg Xit'an, Deg Hitan, Degexit'an, Ingalik, Ingalit, Inkaliten, Inkality, Kaiyuhkhotana)
- デナイナ en:Dena’ina
- ドグリブ Dogrib, en:Tli Cho
- グウィッチン Gwichʼin, Kutchin, Gwitchin)
- ハイダ en:Haida
- ハン en:Hän language
- ディネ Dene：カナダのアサバスカ語系狩猟民族ヘア（Hare）を指しチペワイアン、グウィッチンも含み、またアメリカ合衆国でのナバホ族（Navajo）」および「アパッチ族（Apache）」も含む
- ホリカチャック en:Holikachuk, Innoko, Organized Village of Grayling, Innoka-khotana, Tlëgon-khotana
- インヌ（モンターネ） fr:Innu (Montagnais)
- ナスカピ Naskapi  fr:Naskapi
- カスカ en:Kaska, Kaska Dena, Nahane
- コルチャン en:Kolchan language, Upper Kuskowim
- コユーコン en:Koyukon1898年のコユーコン族
- マウンテン Mountain

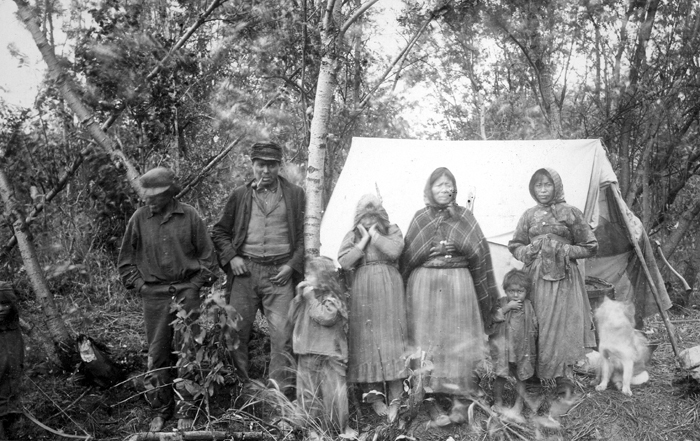
1898年のコユーコン族

- ニスカ（ニシュガ、ニスガ） Nishka, Nisga'a
- オジブワ Ojibwa
- セカニ en:Sekani
- スレービー en:Slaveyスレービー族の少女たち

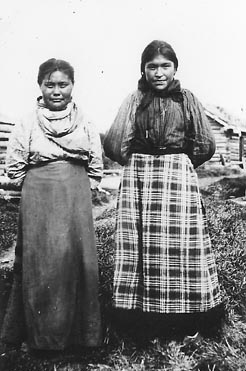
スレービー族の少女たち

- タギシュ Tagish, Tagish Khwáan
- タールタン en:Tahltan, Nahanni
- 下タナナ cf.en:Lower Tanana language
- 中タナナ Middle Tanana
- 高地タナナ en:Upper Tanana language
- タナクロス en:Tanacross language
- ダネザ en:Dunneza, Tasttine, Dunne-za, Beaver
- タナイナ Tanaina (方言:クック入り江、イリアムナ、カチェマック湾、キナイ、スシツナ川)
- トリンギット Tlingit, Lingít
- ツェツァウト en:Tsetsaut language
- ツィムシャン *en:Tsimshian
- 北トゥトチョネ en:Northern Tutchone
- 南トゥトチョネ en:Southern Tutchone
- ウィツウィテン en:Wet'suwet'en, Hwotsotenne, Witsuwit'en, Wetsuwet'en
- イエローナイフ en:Yellowknives, Yellow Knives, Copper Indians, Red Knives or T'atsaot'ine

#### カリフォルニアのインディアン
- アコマウイ Achomawi
- アントニアーニョ Antoniaño
- アツゲウィ Atsugewi
- ベアリバー
- カウィヤ Cahuilla
- カンポ Campo
- チュケチャンスィ Chukchansi
- チュマシュ Chumash (Dialects: Roseño, Purisimeño, Barbareño, Inezeño, Ventureño, Obispeño, en:Santa Paula, Cruzeño, Emigdiano Allilik)
- チルラ Chilula
- チマリコ Chimariko
- コスタノアン Costanoan (方言: Ramaytush、サンノゼ、Juichen、Chocheño、Tamyen、Awaswas、Chalon、Mutsun、ラムセン)
- クペーニョ Cupeño
- ディエゲノ Diegueño
- エセレン Esselen
- フェルナンデーニョ Fernandeño
- ガブリエレノ Gablieleno、Gabrieliño
- ジマイナ Giamina
- フチノム Huchnom
- フーパ Hupa
- イパイ Ipai
- ジャムル Jamul
- フアネニョ Juaneño
- カミア Kamia
- カロク Karok
- カトー Kato
- キリワ Kiliwa
- キタネムク Kitanemuk
- コノミフ Konomihu
- コンコウ Konkow
- クミアイ Kumeyaay、Kumiai
- ラシキ Lassik
- ルイセノ Luiseño
- マイドゥ Maidu
- マトール Mattole
- ミーウォク Me-wuk
- メサ・グランデ Mesa Grande
- ミグレーノ Migueleño
- ミッション・インディアンMission Indians
- ミウォク Miwok
- モードックModoc
- モハーベ Mohave
- モナチェ Monache
- ナキパ Nakipa
- ニセナン Nisenan
- ノムラキ Nomlaki
- ノンガトル Nongatl
- オローニ Ohlone
- パイパイ Paipai (Akwa'ala)
- パトウィン Patwin
- ピット・リバー・インディアン Pit River Indians ：アコマウイ（Achomawi）参照。
- ポモ Pomo
- サリナン Salinan
- サンクレメンテ San Clemente
- サン・ニコラス San Nicolas
- サンタ・カタリナ Santa Catalina
- セラーノ Serrano
- シャスタ Shasta tribe
- シンキオン Sinkyone
- タチェTache
- タチ族Tachi tribe
- タタヴィアム Tataviam
- ティパイTipai
- トロワ Tolowa
- トングヴァ Tongva
- ツヌングェTsnungwe
- トゥバツラバル Tubatulabal
- ワイラキWailaki
- ワッポ Wappo
- ウィルクート Whilkut
- ウィントゥン Wintun
- ウィヨット Wiyot
- ヤヒ Yahi
- ヤナ族 Yana
- ヨチェ・デヘ Yocha Dehe
- ヨークッツ Yokuts
- ユキ Yuki tribe|Yuki
- コースト・ユキ Coast Yuki
- ユロック Yurok

#### 東部森林地帯のインディアン

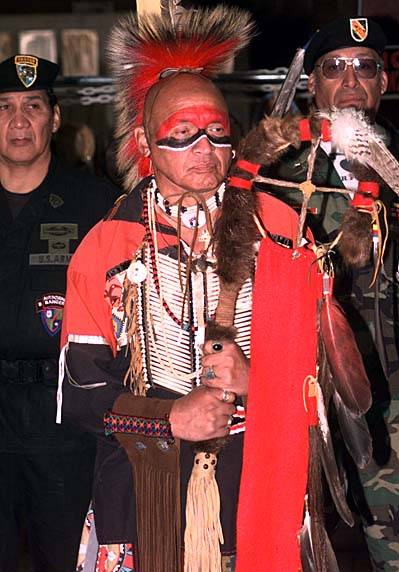
伝統衣装をまとったアベナキ族男性

- アベナキ Abenaki (Wabenaki) バーモント州
- アコハノック Accohannock メリーランド州
- アニシナーベ Anishinaabe
  - アルゴンキン Algonquin カナダ・オンタリオ州、ケベック州
  - ニピシング Nipissing カナダ・オンタリオ州
  - オジブワ Ojibwa(e)(チペワ Chippewa)ミシガン州、ミネソタ州、ウィスコンシン州、ノースダコタ州、モンタナ州、カナダ・マニトバ州、オンタリオ州
    - ミシサガ Missisauga カナダ・オンタリオ州
    - ソートー Saulteaux (平原オジブワ Plains Ojibwe) カナダ・ブリティッシュコロンビア州、アルバータ州、サスカチュワン州、マニトバ州、オンタリオ州

  - オジ・クリー Oji-Cree カナダ・マニトバ州、オンタリオ州
  - オタワ Ottawa オクラホマ州、ミシガン州、カナダ・オンタリオ州
  - ポタワトミ Potawatomi オクラホマ州、カンザス州、ウィスコンシン州、インディアナ州、ミシガン州、カナダ・オンタリオ州
- ベオサック（ベオスック） Beothuk ニューファンドランド島、19世紀に絶滅
- カニバ Caniba
- コニー Conoy
- デラウェア Delaware（レニ・レナペ、Leni Lenape） デラウェア州
- エリー Erie
- エシュマン Etchemin
- フォックス Fox メスクワキ族とも
- ホーチャンク Ho-Chunk (ウィネバーゴ Wiinebago) ネブラスカ州、ミネソタ州、ウィスコンシン州
- イリニウェク Ileniwek (Illini) イリノイ州
- イロコイ族 Iroquois ニューヨーク州、カナダ・オンタリオ州 、ケベック州
  - カユーガ Cayuga
  - モホーク Mohawk
  - オナイダ Oneida
  - オノンダガ Onondaga
  - セネカ Seneca
  - タスカローラ Tuscarora
- キカプー Kickapoo イリノイ州、ミズーリ州、カンザス州、オクラホマ州、テキサス州、メキシコ
- ローレンシャン Laurentian (スタダコナン stadaconan) デラウェア州、ペンシルベニア州、ニュージャージー州、 オクラホマ州
- ループA Loup A
- ループB Loup B
- マヒカン Mahican (方言: ストックブリッジ)
- マリシート Maliseet メイン州、カナダ・ニューブランズウィック州
- マスカウテン Mascouten
- マサチューセッツ Massachusett マサチューセッツ州
- メノミニー Menominee ウィスコンシン州
- ミクマク Mi'kmaq, Micmacs メイン州、カナダ・ニューブランズウィック州、 ノバスコシア州
- マイアミ Miami インディアナ州、 現在は オクラホマ州
- ミンゴ Mingo ペンシルベニア州、オハイオ州
- モヘガン Mohican(Mohegan) コネチカット州
- モントーク Montauk ニューヨーク州
- マンシー Munsee
- ナンティコック Nanticoke
- ナラガンセット Narragansett Rhode Island
- ナティック Natick
- ニュートラル Neutral
- ニプマック Nipmuc マサチューセッツ州
- ポガセット Paugusset コネチカット州
- パサマクォディ Passamaquoddy メイン州
- ペノブスコット Penobscot メイン州
- ピオリア Peoria イリノイ州、オクラホマ州
- ピクォート Pequot コネチカット州
- ピトゥン Petun オンタリオ州
- ポクマック Pocumtuk
- プースパチュック Poospatuck ニューヨーク州
- ポウハタン Powhatan バージニア州
- クィニピアック Quinnipiack コネチカット州
- クィリピ Quiripi
- ラマポー・マウンテン・インディアンス Ramapough Mountain Indians ニュージャージー州
- ホープウェル Hopewell オハイオ州
- ソーク Sauk
- シコタン Secotan
- ショーニー Shawnee オハイオ州、ペンシルベニア州、多くはオクラホマ州に定着
- シネコック Shinnecock ニューヨーク州
- ソウリンコワン Souriquoian
- サスケハノック Susquahannock (サスケハナ、Susquehannaコネストーガ、Conestoga) ペンシルベニア州、メリーランド州
- ヌアラチャティゴ Unalachtigo デラウェア州
- ウナミ Unami
- ウンクァチョグ Unquachog
- ワンパノアグ Wampanoag マサチューセッツ州
- ワッピンガー Wappinger
- ワウィノック Wawenoc
- ウィア Wea
- ウェンロ Wenro
- ワイアンドット Wyandot (ヒューロン Huron) オハイオ州からオクラホマ州、起源はオンタリオ州

#### グレートベースン（盆地）のインディアン
- バンノックBannock アイダホ州
- チェメウェビ Chemehuevi
- ゴシュート Gosiute ユタ州
- カワイイス Kawaiisu
- コソ Koso
- モノ Mono
- オーウェン・バレリー Owen's Valley
- 北パイユート Northern Paiute カリフォルニア州、ネバダ州、オレゴン州 [Burns-Paiute]、アリゾナ州
- 南パイユート Southern Paiute (Kaibab)
- パナミント Panamint
- パヴィオツォ Paviotso
- ショーショーニー （Shoshone、Shoshoni) ネバダ州、ワイオミング州、カリフォルニア州
  - ウィンド・リヴァー・ショーショーニー Wind River Shoshone
  - フォート・ホール・ショーショーニー（英語版） Fort Hall Shoshone
- ティンビシャ Tümpisa
- ユート Ute ユタ州、コロラド州
- ワショー Washo ネバダ州、カリフォルニア州

#### 北西高原地帯のインディアン
- カイユースCayuse オレゴン州
- セリローCelilo (Wayampam)
- Upper Chinookan (方言: クラッカマスClackamas、Cascades、フッドリバーワスコHood River Wasco、Wishram Kathlamet、Wishram、Cathlamet、マルトノーマMultnomah) オレゴン州
- コロンビアン Columbian (方言: Wenatchee、Sinkayuse、Chelan) ワシントン州
- クーダレンCoeur d'Alene (tribe)|Coeur d'Alene アイダホ州
- コルビルColville ワシントン州
- コーリッツUpper Cowlitz
- Flatbow
- サリシFlathead
- Fountain
- ジョン・ダイ John Day
- カリスペル Kalispel ワシントン州
- Kittitas
- クラマス Klamath
- Klikitat ワシントン州
- ラケス Lakes
- Lillooet
- Lower Snake (Chamnapam、Wauyukma、Naxiyampam)
- モードック Modoc
- モララ Molala (Molale) オレゴン州
- クーテネイ Kootenay (Kutenai) ブリティッシュコロンビア州、モンタナ州、アイダホ州、ワシントン州
- ネ・ペルセ Nez Perce 北中央アイダホ州、南東ワシントン州、北東オレゴン州、西モンタナ州、ワイオミング州
- ニコラ Nicola
- Upper Nisqually (Mishalpan)
- オカナガン Okanagan (方言: Northern and Southern)
- パルースPalouse (Palus)
- ペンド・オリールPend'Oreille
- ロック・クリーク Rock Creek
- サハプティンSahaptin
- サンポイル Sanpoil
- シュスワップShuswap
- スポケーン Spokane ワシントン州 アイダホ州
- テニノ Tenino
- トンプソン Thompson
- Tygh
- Tygh Valley
- ユーマティラUmatilla オレゴン州
- ワラワラ（英語版） Walla Walla オレゴン州
- ワナプム Wanapum
- ワスコ Wasco オレゴン州
- ヤカマ Yakama ワシントン州

#### 北西太平洋岸のインディアン
- アルシー Alsea
- アップルゲート Applegate
- ベーラ・ベーラ Bella Bella
- ベーラ・コーラ Bella Coola
- チャスタ・コスタ Chasta Costa
- チェハリス Chehalis (Upper and Lower) ワシントン州
- チェマクム Chemakum ワシントン州
- チェトコ Chetco
- チリワック Chilliwack
- ロワ・チヌーケン Lower Chinookan
- クラットソップ Clatsop
- クラッツカニーClatskanie (Tlatskanie)
- コーモックス Comox
- クース Coos オレゴン州
- ロワ・コキーユ Lower Coquille (Miluk) オレゴン州
- アッパー・コキーユ Upper Coquille
- カウチン Cowichan
- ロワ・コウリッツ Lower Cowlitz ワシントン州
- ドゥワーミシュ Duwamish ワシントン州
- イヤック Eyak Alaska
- ガリチ Galice
- ハイダ Haida (方言: Kaigani、Skidegate、Masset) アラスカ州、ブリティッシュコロンビア州
- ハイハイ Haihai
- ハイスラ Haisla
- ハルコメレム Halkomelem
- ハニス Hanis
- ヘイルツク Heiltsuk (ベラベラ、Bella Bella)、ブリティッシュコロンビア州
- ホー Hoh ワシントン州
- 中央カラプヤ Central Kalapuya (方言: Santiam、Mary's River、Lakmiut、Ahantchuyuk、Lower McKenzie)
- 北カラプヤ North Kalapuya (方言: Yamhill、Tualtin or Tfalati)
- 南カラプヤ South Kalapuya (Yonkalla)
- キムスクィット Kimsquit
- キティマト Kitimat
- クララム Klallam (Clallam,方言: Klallam (Lower Elwha)、S'Klallam (Jamestown)、S'Klallam (Port Gamble))
- クレムトゥ Klemtu
- クリキタット Klickitat ワシントン州
- コスキモ Koskimo
- クワリオオクア Kwalhioqua
- クワキウトル Kwakiutl (Kwakwala)
- クワントレム Kwantlem
- クワタミ Kwatami
- 上イリノイ
- ラミ Lummi ワシントン州
- ルスフットシード Lushootseed
- マカー Makah ワシントン州
- マックルシュート Muckleshoot ワシントン州
- マスキーム Musqueam、Xwméthkwyiem ブリティッシュコロンビア州
- ナナイモ Nanaimo ブリティッシュコロンビア州
- ニスクワリィー Niskwalli
- ヌクサック Nooksack ワシントン州
- ニスクォーリ Nisqually ワシントン州
- ペントラッチ Pentlatch
- プヤラップ Puyallup ワシントン州
- キリュート Quileute ワシントン州
- キノールト Quinault ワシントン州
- Rivers Inlet
- サーニッシュ Saanich
- サミッシュ Samish
- ソーク=スラルト Sauk-Suiattle ワシントン州
- セチェルト Sechelt
- ショウルウォーター・ベイ Shoalwater Bay Tribe ワシントン州
- シレッツSiletz オレゴン州
- Siuslaw オレゴン州
- アッパー・スカジット Upper Skagit
- スコーコミッシュ Skokomish ワシントン州
- Sliammon
- スノホミッシュ Snohomish
- Songish
- スーク Sooke
- スカシン・アイランド Squaxin Island Tribe ワシントン州
- スポケーン Spokane ワシントン州、アイダホ州
- スティラガミッシュ Stillaguamish ワシントン州
- スクワミッシュ Squamish ワシントン州、ブリティッシュコロンビア州
- スウィノミッシュ Swinomish ワシントン州
- タイト Tait
- タケルマ Takelma
- タリオ Talio
- ティラムークTillamook オレゴン州
- トラトラシコアラTlatlasikoala
- トリンギット Tlingit アラスカ
- トロワ Tolowa
- ツィムシャン Tsimshian (方言: Hartley Bay、Prince Rupert、Gitando、Kitkatla)
- ツレイルワウスス Tsleil'wauthuth ブリティッシュコロンビア州
- トゥラリック Tulalip ワシントン州
- トゥトゥトニ Tututni
- トワナ Twana
- アンプクア Umpqua オレゴン州
- アッパー・アンプクア Upper Umpqua オレゴン州
- アッパー・スカジット Upper Skagit ワシントン州
- ウィケノ Wikeno
- ヤキーナ Yaquina オレゴン州

#### 大平原地帯のインディアン
- アラナマ Aranama テキサス州

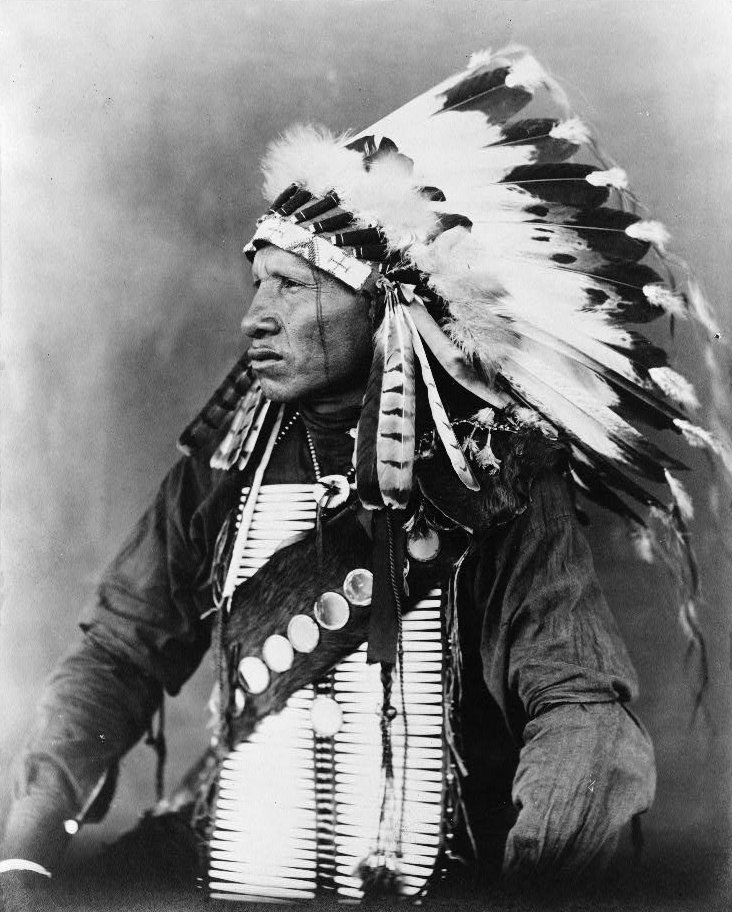
伝統衣装をまとったスー族の戦士、ジトカラ・サ（19世紀の撮影）

- アラパホー Arapahoe ワイオミング州、オクラホマ州
- アシニボイン Assiniboine モンタナ州 ※ペック砦保留地: アシニボイン族とダコタ族が住む
- アトシナ、またはグロー・ヴァントル Atsina or Gros Ventre (a'aninin) モンタナ州
- ベサウネナ Besawunena
- スー Sioux(ラコタ、ナコタ、ダコタ) ミネソタ州、ネブラスカ州、サウスダコタ州、ノースダコタ州、カナダ・サスカチュワン州
  - ラコタ、テトン Teton(サウスダコタ州、ノースダコタ州、ネブラスカ州
    - ブラックフット (Blackfoot or Sihasapa)（シハサパ族）
      - ※ブラッド族、シクシカ族、ピーガン族のことを指すブラックフットとは別の部族である。どちらも「黒い足」という意味なので、英訳の際に混同されることになった。前者はブラックフット・スー、後者はブラックフィートとも呼ばれる。

    - ブルーレ （シチャング族）
    - オグララOglala

  - ナコタ nakota
    - ヤンクトンYankton
    - ヤンクトナイYanktonai 南北ダコタ州)

  - ダコタ Dakota、サンティー、Santee
- ブラックフット（シクシカ） Siksika、Kainai、Piegan.(Blackfoot or Blackfeet) モンタナ州（現在）
  - ピーガン・ブラックフット　Piegan ※シクシカ族
- カドー Caddo テキサス州、オクラホマ州
- シャイアン Cheyenne モンタナ州, サウスダコタ州; オクラホマ州
- チカソー Chickasaw オクラホマ州
- コマンチェ(Comanche) オクラホマ州
- クロウ Crow (アプサロケ族 Absaroka or Apsáalooke) モンタナ州, サウスダコタ州
- 平原クリー Plains Cree モンタナ州
- ハシナイ Hasinai アーカンソー州、テキサス州※カドー族
- アイオワ (Ioway) カンザス州, ネブラスカ州, オクラホマ州
- カランカワ Karankawa テキサス州
- カンサ Kaw(Kansa) オクラホマ州 ※コー族
- カイオワ Kiowa オクラホマ州
- カイオワ・アパッチ Kiowa Apache オクラホマ州
- キツァイ Kitsai テキサス州
- MHA Mandan, Hidatsa, and Arikara Nation ノースダコタ州
  - アリカラ Arikara (aka Arikaree or Ree) ノースダコタ州　※リー族
  - マンダン Mandan ノースダコタ州
  - ヒダーツァ Hidatsa ノースダコタ州
- リパン・アパッチ Lipan テキサス州
- ミズーリ Missouri （Missouria） ミズーリ州
- ナワティネヘナ Nawathinehena
- 平原オジブワPlains Ojibwe
- オマハ Omaha ネブラスカ州
- ミシサガ Mississaugas カナダ・オンタリオ州
- オーセージ Wazhazhe Osage オクラホマ州
- オート Otoe(Oto) オクラホマ州
- オタワ Ottawa Michigan; オクラホマ州
- ポーニー Pawnee(Dialects: South Band, Skiri) オクラホマ州
- ポンカ Ponca ネブラスカ州、オクラホマ州
- クアポー Quapaw アーカンソー州、オクラホマ州
- サーシー Sarsi (Sarcee)
- ソーク Sauk （Sauk First Nation） (originally Great Lakes now カンザス州, オクラホマ州, アイオワ州 ※アサキワキ族、サック族
- ストーニー Stoney モンタナ州、カナダ・アルバータ州
- タミケ Tamique
- トンカワ Tonkawa オクラホマ州
- ウィチタ Wichita オクラホマ州 [Affiliated Tribes - Wichita, Waco, Tawakoni, Keechi]
- ワイアンドット Wyandot (ヒューロン Huron) カナダ・オンタリオ州、ミシガン州

#### 南東部のインディアン
- アダイ Adai ルイジアナ州
- アイス Ais フロリダ州
- アコキサ Akokisa テキサス州、ルイジアナ州
- アラバマ Alabama アラバマ州
- アパラチー Apalachee フロリダ州
- アタカパ Atakapa テキサス州東部、ルイジアナ州
- ビダイ Bidai テキサス州東部、ルイジアナ州
- ビロキシー Biloxi ミシシッピ州
- カドー Caddo アーカンソー州、ルイジアナ州、オクラホマ州、テキサス州
- カルーサ Calusa フロリダ州
- カトーバ（英語版） Catawba サウスカロライナ州
- チャトトChatot ルイジアナ州
- チャワシャ Chawasha ルイジアナ州
- チェロキー Cherokee ノースカロライナ州、後にオクラホマ州
- チアハ Chiaha フロリダ州
- チカホミニ Chickahominy バージニア州
- チカマウガ Chickamauga フロリダ州
- チカソー Chickasaw ミシシッピ州, サウスカロライナ州、ノースカロライナ州、後にオクラホマ州
- シティマシャ Chitimacha ルイジアナ州
- チョクトー Choctaw ルイジアナ州、ミシシッピ州、アラバマ州、後にオクラホマ州
- クリークcreek アラバマ州、オクラホマ州、ジョージア州
- コーシャッタ Coushatta ルイジアナ州
- コハリー Coharie ノースカロライナ州
- クサボ Cusabo サウスカロライナ州
- ヒチティ Hitchiti フロリダ州
- ホウマ Houma ルイジアナ州
- イサワ Iswa
- ジェアガ Jeaga フロリダ州
- コアサティ Koasati アラバマ州
- ラムビー Lumbee ノースカロライナ州
- マタポニ Mattaponi バージニア州
- メヘリン Meherrin ノースカロライナ州
- ミカズキ Mikasuki, Miccosukee, Mikisúkî フロリダ州
- モービル Mobile アラバマ州
- モカマ Mocama ジョージア州
- モナカン Monacan バージニア州
- ナンスモンド Nansemond バージニア州
- ナチェズ Natchez ミシシッピ州、ルイジアナ州
- ノットウェイ Cheroenhoka,Nottoway バージニア州
- オフォ Ofo アーカンソー州、ミシシッピ州
- パムリコ Pamlico ノースカロライナ州
- パムンキー Pamunkey バージニア州
- ピーディー Pee Dee サウスカロライナ州、ノースカロライナ州
- ペンサコーラ Pensacola
- ラパハノック Rappahannock バージニア州
- サポーニ Saponi ノースカロライナ州、バージニア州
- セミノール Seminole フロリダ州、オクラホマ州
- タエンサ Taensa アラバマ州
- タワサ Tawasa ミシシッピ州
- テケスタ Tekesta フロリダ州
- ティムクア Timucua (Utina) フロリダ州
- トパチュラ Topachula フロリダ州
- タスキーギー Tuskegee アラバマ州
- トゥテロ Tutelo バージニア州、ノースカロライナ州
- トゥーニカ Tunica ミシシッピ州
- ワッカモー Waccamaw ノースカロライナ州、サウスカロライナ州
- ウォコン Woccon ノースカロライナ州
- ヤマシー Yamasee ジョージア州
- ユチ Yuchi ケンタッキー州

#### 南西部のインディアン
- アパッチ Ndé/Nné アリゾナ州、オクラホマ州、ニューメキシコ州
- メスカレロアパッチ Mescalero Apache
- 北方トント・アパッチ Northern Tonto
- 南方トント・アパッチSouthern Tonto
- コチミ Cochimi バハ カリフォルニア
- コチティ Cochiti ニューメキシコ州
- ココパ Cocopa アリゾナ州
- ナバホ　Navajo（Diné） アリゾナ州, ニューメキシコ州
- ハノ Hano アリゾナ州
- ハバスーパイ Havasuw-baaja アリゾナ州
- ホホカム Hoohoogam アリゾナ州
- ホピ Hopi アリゾナ州
- ジカリラ Jicarilla ニューメキシコ州
- ジュマノ Jumano テキサス州南西部
- カランカワ Karankawa テキサス州
- ロス・ルセロス Los Luceros
- マリコパ Maricopa アリゾナ州
- モハーヴェ Mohave アリゾナ州
- ナンベ Nambe ニューメキシコ州
- オパタ Opata メキシコ、テキサス州
- パパゴ Papago アリゾナ州 (Tohono O'odham)
- ピリチュ Pericu バハ カリフォルニア
- ピマ Pima アリゾナ州 (Akimel O'odham)
- ピマ・バホ Pima Bajo
- ピロ Piro
- プエブロ Pueblo people ニューメキシコ州
  - アコマAcoma
  - イスレタIsleta
  - Isleta del Sur
  - ヘメスJemez
  - ケレスKeres
  - ラグナLaguna
  - ペコスPecos
  - ピキュリスPicuris
  - サンディア Sandia(Nafiat was the name for the Bernalillo pueblo)
  - サンカルロスSan Carlos
  - サンフェリペSan Felipe
  - サンイルデフォンソSan Ildefonso
  - サンファンSan Juan
  - サンタアナSanta Ana
  - サンタクララSanta Clara
  - サントドミンゴSanto Domingo
  - タオスTaos
  - テスケTesuque
  - テワTewa
  - ティグアTigua
  - ジアZia
  - ズニZuni
- クァハティカ Qahatika
- シリ Seri
- スマ Suma
- トボソToboso
- ワイクリ Waicuri(Guaicura) バハ カリフォルニア
- ワラパイ Walapai アリゾナ州 Hwal Baay
- ヤバパイ Yavapai アリゾナ州
- ユマ Yuma/Quiche/Quechan アリゾナ州

### 中南米
中南米の先住民は、言語、環境及び文化的類似性によって分類するのが一般的である。

#### カリブ・インディアン
- アラワク Arawak 西インド諸島（大アンティル諸島と小アンティル諸島）、南米の一部
  - タイノ Taino 大アンティル諸島のキューバ、バハマ諸島、ジャマイカ、イスパニョーラ島（ハイチ、ドミニカ共和国）、プエルトリコと小アンティル諸島の一部及び、南米のギアナ地方
  - ルカヤン Lucayan バハマ諸島
  - シボネイ Ciboney キューバ西部、ハイチ南西の半島、小アンティル諸島の一部
  - カケティオス Caquetios アルバ、キュラソー、ボネール
  - カリブCarib 小アンティル諸島、ギアナ地方
- ネーベ Neve パナマ
- クナ Kuna パナマ
- エンベラー パナマ
- ブグレー Bougle パナマ
- オウナン パナマ
- ナソ Naso パナマ、コスタリカ
- ブリブリ Bribri パナマ、コスタリカ
- ボコタ Bocota パナマ、コスタリカ

#### 中米のインディアン・インディオ

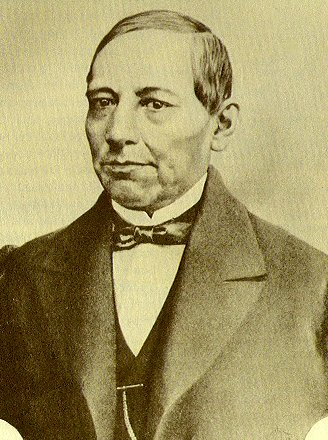
メキシコ・インディアン初の大統領、ベニート・フアレス（サポテカ族）

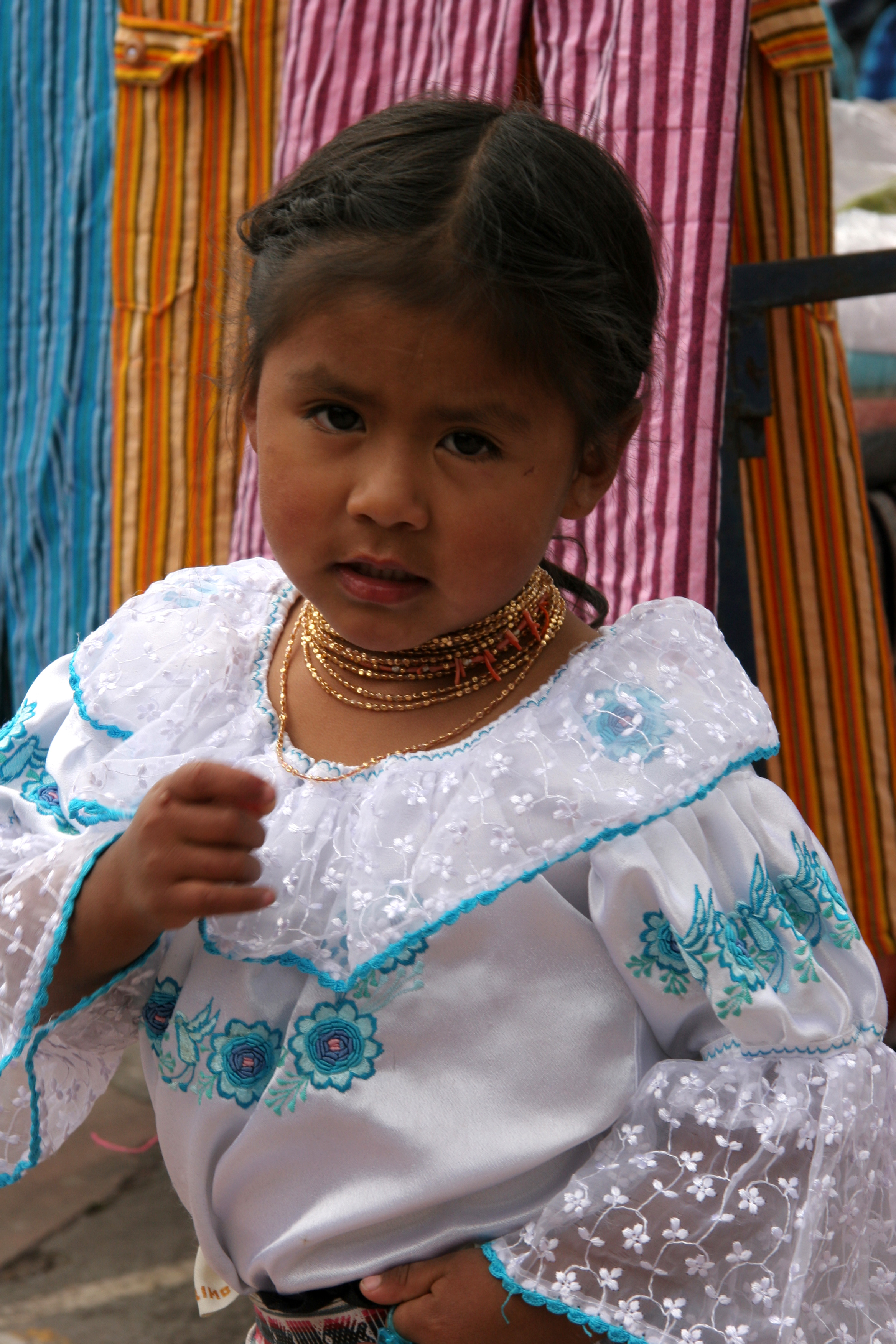
エクアドルのオタヴァレノ族の少女

- アステカ(Aztec)
- チョチョ (Chocho)
- ワステカ(en:Huastec;メキシコ湾岸北部、タマウリーパス州)
- ワベ (Huave)
- イチャテコ (Ichatec)
- レンカ(Lenca;ホンジュラス北部)
- マヤ(Maya)
  - マム(Mam)
  - モパン(Mopan、モパン・マヤ、mopan mayas;ベリーズ西部、グアテマラ低地)
  - ケクチ(Kekchi;ベリーズ、グアテマラ)
  - キチェー(K'iche';グアテマラ高地)
  - イシル (Ixil)
  - ツェルタル（英語版） (Tzeltal)
  - ツォツィル (Tzotzil)
- マサテコ (Mazatec;メキシコ南東部、オアハカ州)
- ミシュテカ(en:Mixtec;メキシコ南東部、オアハカ州)
- オルメカ (Olmec)
- ペチ（Pech）ホンジュラス海岸部、カリブ海：パヤとも。
- ポポルカ (Popoluca)
- ラビナル (Rabinal)
- タラスコ (Tarascan;メキシコ西部、ミチョアカン州)
- テオティワカン (Teotihuacan)
- テキストラテコ (Tequistlatec)
- トルテカ (Toltec)
- トトナカ (Totonac;メキシコ湾岸、ベラクルス州)
- トリケ (Trique)
- サポテカ (en:Zapotec;メキシコ南東部、オアハカ州)
- ソケ (Zoque)

#### アンデスのインディオ

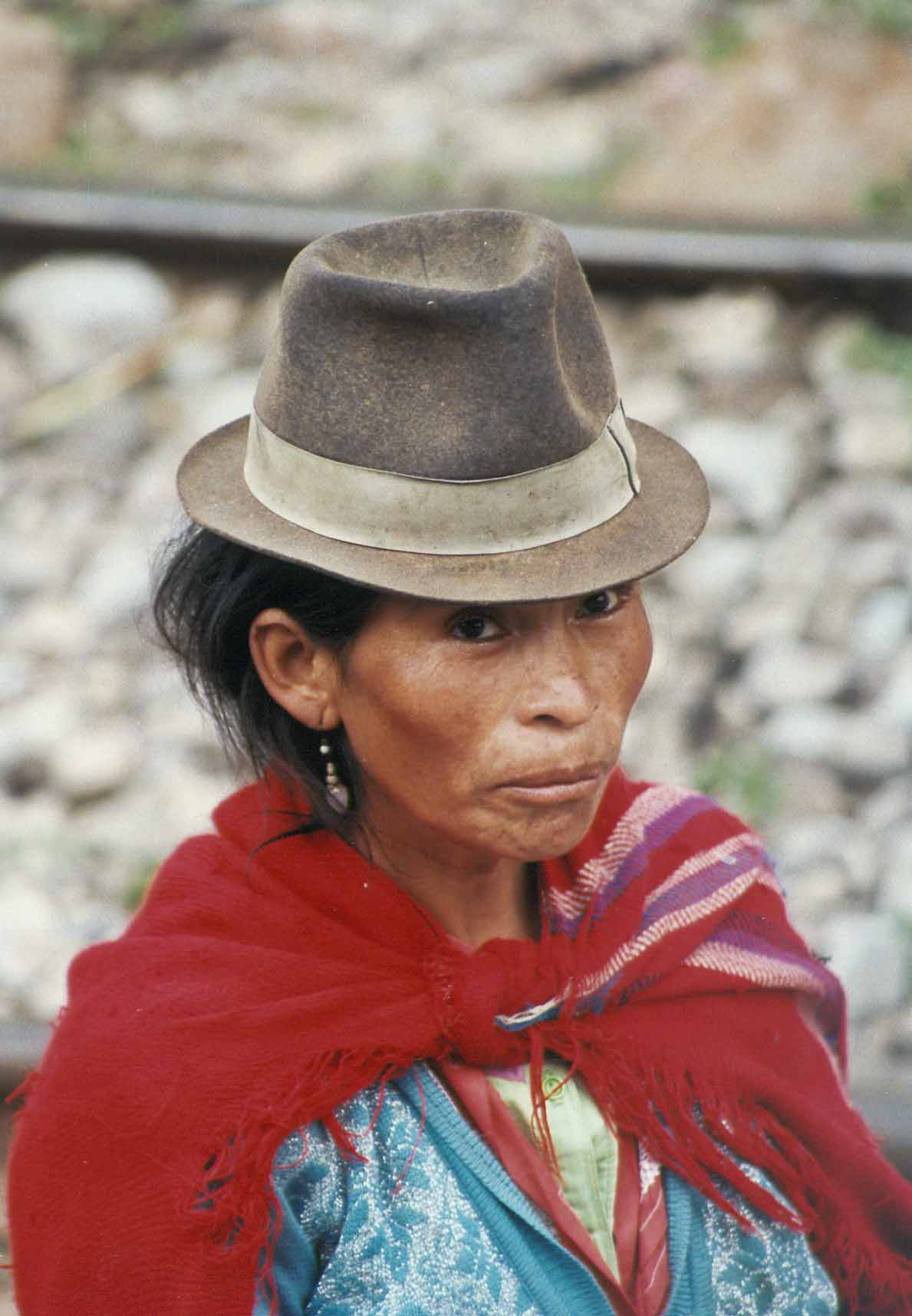
ケチュア族の女性

- ケチュア Quechua
- アイマラ Aymara
- Diaguita
- Atacameño
- Saraguro

#### サブアンデスのインディオ
- パノアン Panoan
- ヒバロー Jivaro

#### アマゾン川流域のインディオ

##### アマゾン川流域西部のインディオ

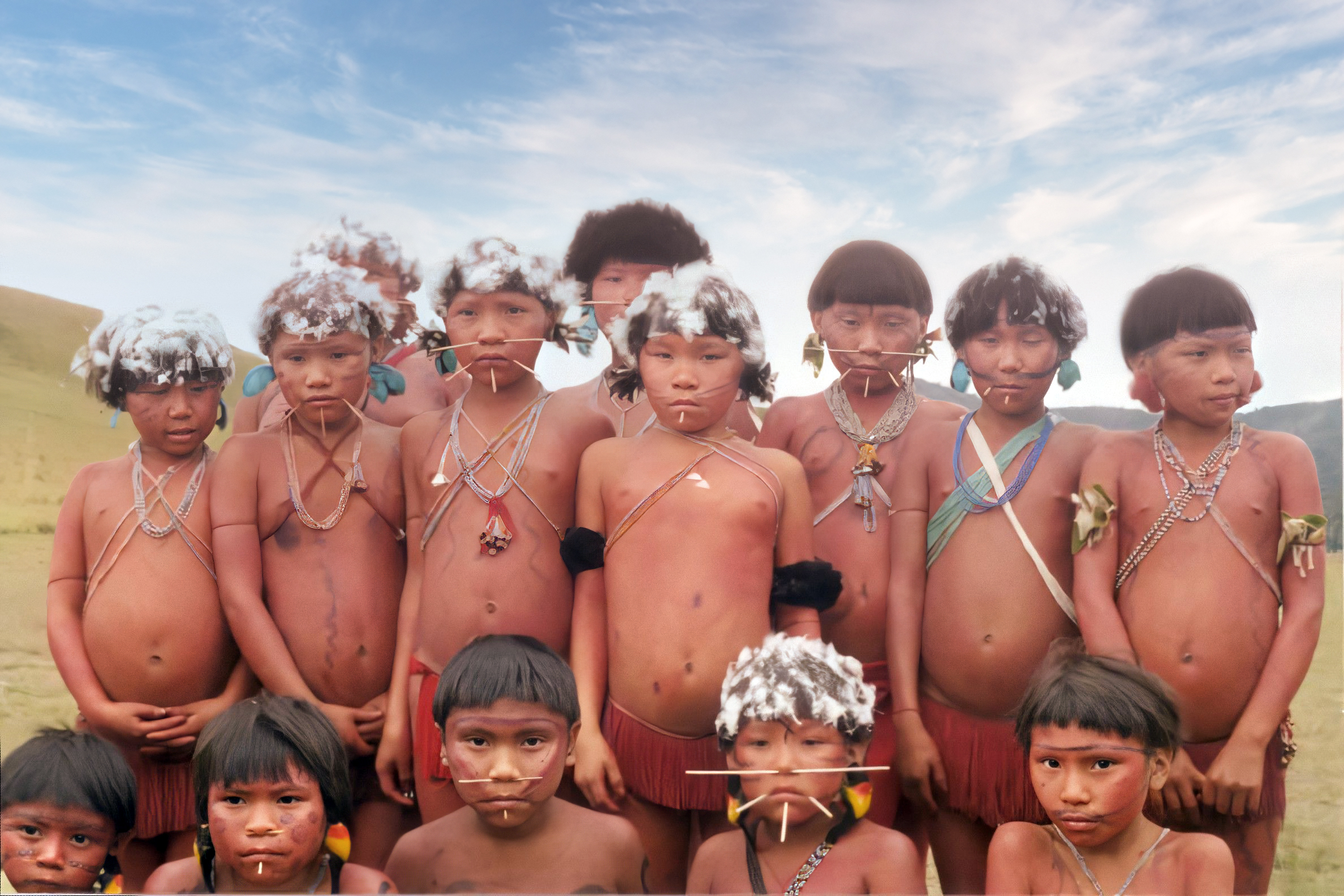
ヤノマミ族の子供

- アンドケ（スペイン語版） (Andoke, Andoque)
- アシャニンカ（英語版） (Asháninka)
- ボラ（英語版） (Bora)
- マチゲンガ（英語版） (Machiguenga)
- マシコ・ピロ (Mashco Piro)
- オカイナ (Ocaina)
- レシガロ (Resígaro)
- トゥカノ (Tukanoan)
- ウィトト（英語版） (Witoto)
- ヤノマミ
- イネ（英語版） (Yine)

##### アマゾン川流域中央部のインディオ
- アラワク Arawak
- トゥピ Tupian

##### アマゾン川流域東部及び南部のインディオ
- ボロロ（英語版） Bororo
- Ge
- カドゥヴェオ（英語版） Kadiweu, Caduvéo
- カインガン（英語版） Kaingang
- クレナック（英語版） Krenak
- ナンビクワラ（英語版） Nambikwara
- トゥピ Tupian
  - グアラニー パラグアイ
- シャバンテ（英語版） Xavante

#### 南米大陸南部（パンパ，パタゴニア，南端部）の先住民
- マプーチェ Mapuche
- チャルーア Charrua
- プエーチェ Puelche
- テウェルチェ Tehuelche
- オナ（セルクナム） Ona or Selk'nam
- マネクエンク（ハウシュ（オーシ）） Manek'enk or Haush
- カウェスカル（アラカウルプ） Kaweshkar or Alacawulup
- ヤマナ（ヤーガン） Yamana or Yahgan

## 言語
エスキモー・アレウトの言語は1つの語族エスキモー・アレウト語族を構成する。インディアン/インディオの言語は非常に多様であり、分類が進んでいない。
- エスキモー・アレウト語族
- ナ・デネ語族（アサバスカ語派）
- アルゴンキン語族
- スー語族
- マスコギ語族
  - モビリアン語（英語版）
- マヤ語族
- ユト・アステカ語族
- カイオワ・タノア語族
  - トワ語（英語版） - プエブロ族
  - テワ語（英語版） - プエブロ族
- ケレサン語族（英語版） - プエブロ族
- オト・マンゲ語族
- チブチャ語族（英語版）
- アイマラ語
- ケチュア語族（英語版）
  - ケチュア語
- アラワク語族
  - † タイノ語
- トゥピ語族
  - グアラニー語

その他、孤立した言語も多数ある。

### 原語表記
1. ↑  英: East Indian
2. ↑  英: American Indian
3. ↑  英: Red Man
4. ↑  英: Red Indian
5. ↑  英: Uncle Tomahawk
6. ↑  英: Amerind
7. ↑  英: First Nations
8. ↑  英: First Peoples
9. ↑  英: Indigenous Peoples of America
10. ↑  英: Aboriginal Peoples
11. ↑  英: Aboriginal Americans
12. ↑  英: Amerindians
13. ↑  英: Native Americans
14. ↑  英: Native Canadians
15. ↑  英: Native Canadian
16. ↑  英: Native American
17. ↑  英: Indian
18. ↑  英: Indian American
19. ↑  英: early Americans